# Helmut Bunje

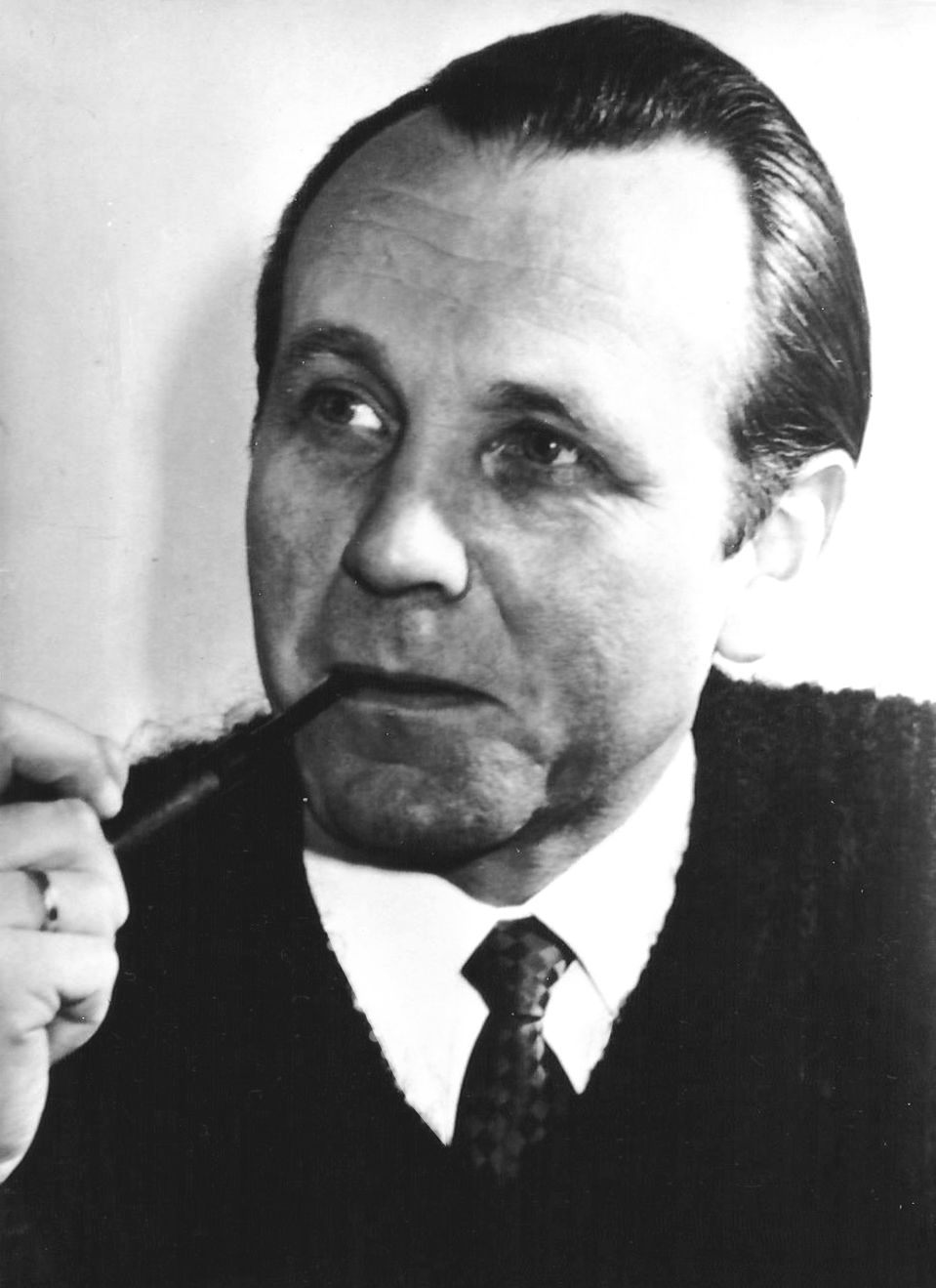
Helmut Bunje 1954

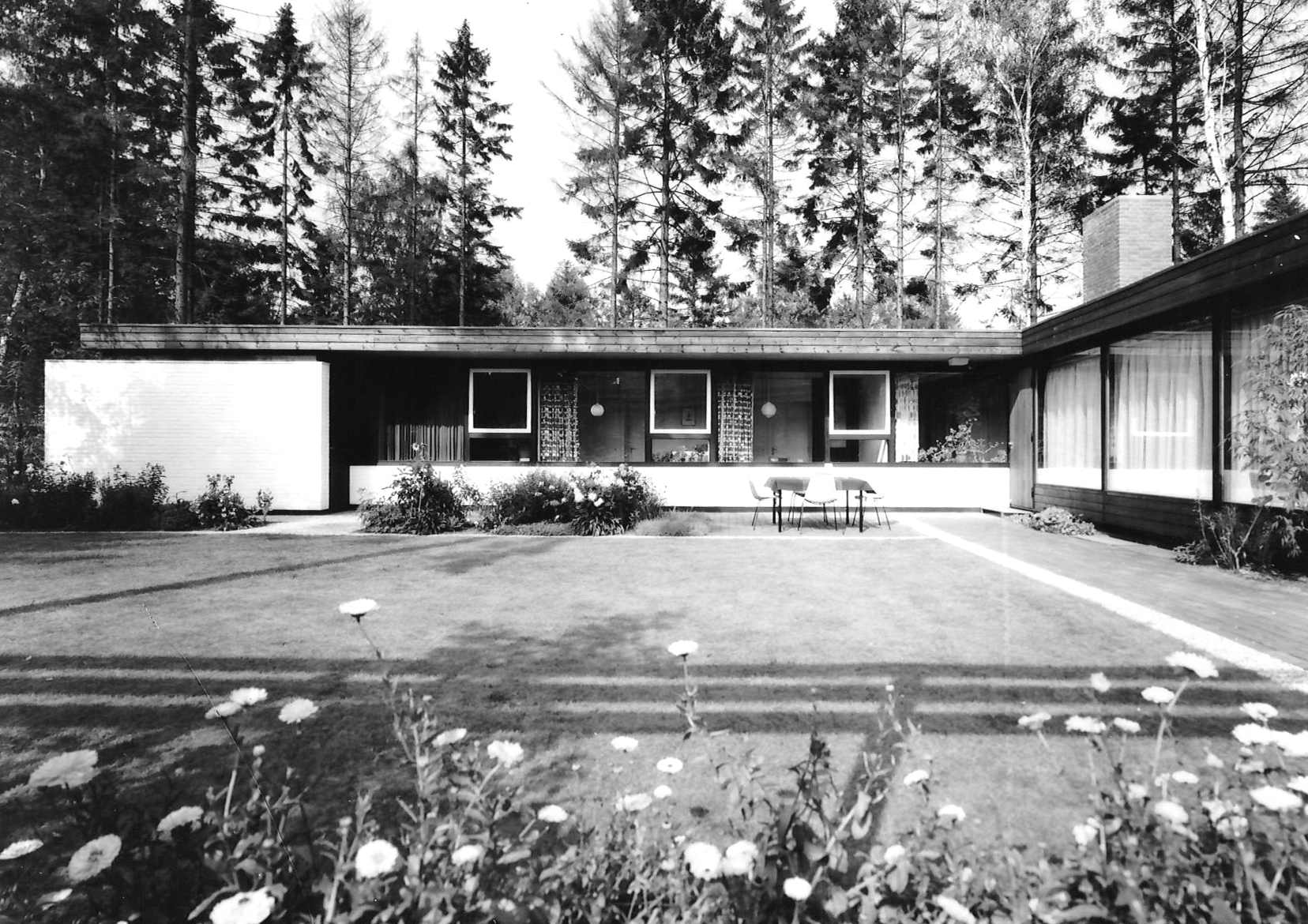
Einfamilienhaus in Hamburg-Blankenese

Helmut Bunje (* 11. Mai 1921 in Bremen; † 8. Juli 2000 in Hamburg) war ein deutscher Architekt und Stadtplaner.

## Leben
Helmut Bunje wurde nach dem Abitur in Bremen-Vegesack von 1939 bis 1945 zum Kriegsdienst eingezogen und diente als Pilot in der Nachtjagd. Von 1945 bis 1947 studierte er an der Technischen Hochschule Braunschweig Architektur. Als seine wichtigsten Lehrer benannte er die Professoren Daniel Thulesius und Friedrich Wilhelm Kraemer.
Nach dem Vordiplom und einem Praxisjahr studierte Bunje von 1948 bis 1951 an der Technischen Hochschule Stuttgart. Prägende Lehrer waren dort die Professoren Hans Volkart, Rolf Gutbier und Richard Döcker. 1951 erwarb er sein Diplom.

## Werk als Architekt und Stadtplaner
Von 1951 bis 1957 arbeitete Helmut Bunje im Architekturbüro Georg Wellhausen in Hamburg. Er wurde dort als Leiter des „Ideenwettbewerbs für den Wiederaufbau der Insel Helgoland“ eingestellt. Die Arbeit erhielt 1952 den 1. Preis verbunden mit der Beauftragung der städtebaulichen Planung und des gesamten Wiederaufbaus der kriegszerstörten Insel Helgoland. Helmut Bunje war verantwortlich für die Planung und Ausführung von 23 Versuchshäusern, den Hummerbuden, 8 Hotels, 12 Geschäftshäusern und 31 Wohnhäusern auf Helgoland. An den Projekten arbeitete er u. a. mit der Architektin Traute Junge, geborene Gutmann, und dem Architekten Volker Jürgensen zusammen.
1953 heiraten Helmut und Traute Bunje. Aus der Ehe stammen zwei Söhne und eine Tochter.
1957 gründeten Helmut und Traute Bunje ein Architekturbüro in Hamburg. Das Büro Bunje konnte auf Helgoland im Zeitraum von 1957 bis 1985 zahlreiche Bauten errichten: 5 Hotels, 9 Geschäftshäuser, 59 Wohnhäuser, Volksbank, Personenaufzug, Feuerwehr, Meerwasser-Entsalzungsanlage, Gepäckabfertigung und Seenotrettungsstation. Dazu kommen die städtebaulichen Planungen für Helgoland wie: Flächennutzungsplan, Bebauungspläne, Planung der Düne und des Nordostlands. Viele dieser Werke von 1960 bis 1968 entstanden in Zusammenarbeit mit Volker Jürgensen.
Zu den Arbeiten des Büros Bunje zählen auch zahlreiche Wettbewerbsgewinne und Bauten in Hamburg und Schleswig-Holstein: Die Verheißungskirche in Zusammenarbeit mit Volker Jürgensen sowie deren Gemeindehaus und Kindergarten in Hamburg, Kindertagesheim und Kindervollheim in Hamburg-Barmbek (1. Preis Volker Jürgensen, Helmut und Traute Bunje), Gemeindezentren in Hamburg-Lurup, Pinneberg-Waldenau, Rellingen-Krupunder und Pinneberg sowie die Hauptverwaltung des Kirchenkreises Pinneberg (Brahms-Haus, mit Volker Jürgensen). Ferner plante und errichtete das Büro Bunje 2 Industriegebäude, 6 Mehrfamilienhäuser, 17 Einfamilienhäuser in der Parkstadt Hamburg-Hummelsbüttel, und 18 Einfamilienhäuser.
Helmut Bunje übernahm auch diverse Preisrichtertätigkeiten bei Architekturwettbewerben.
Die gemeinsame Führung des Architekturbüros ging bis zu Traute Bunjes Tod 1988. Danach führte Helmut Bunje das Büro bis 1996 alleine weiter.
Die städtebauliche Form Helgolands mit ihren speziellen Profilfestsetzungen sind von Helmut Bunje maßgeblich geprägt worden. Rund ein Viertel der Inselbebauung stammt aus der Feder der Architekten Helmut und Traute Bunje. In dem Gesamtwerk von Helmut Bunje ist die Liebe zur Baukunst Skandinaviens der Nachkriegszeit deutlich erkennbar. Das Werk der Architekten Alvar Aalto, Vilhelm Wohlert und Jørgen Bo hat die architektonische Haltung von Helmut Bunje stark beeinflusst.

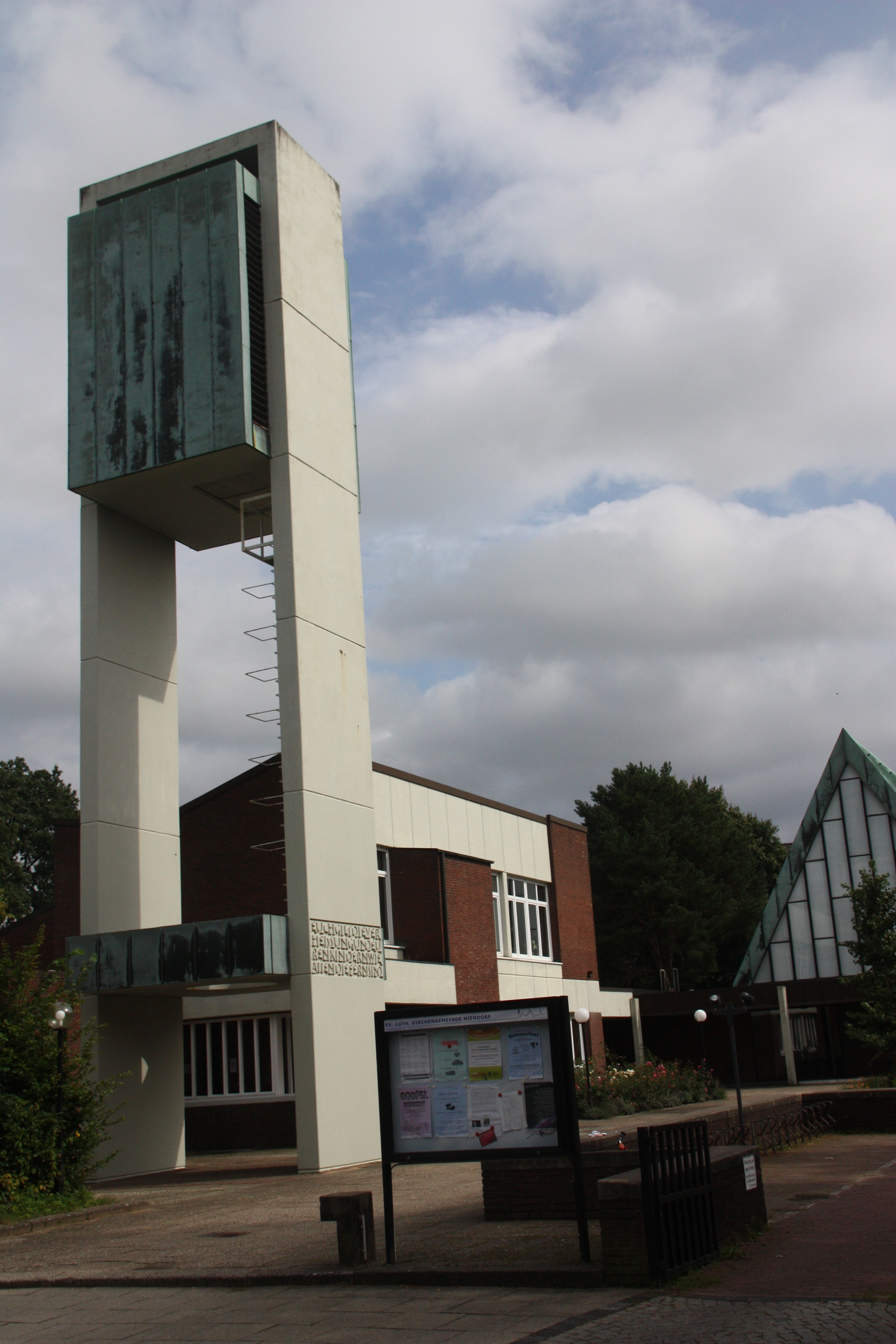
Verheißungskirche in Hamburg-Niendorf

„Die Neubebauung Helgolands, dieser einmaligen Insel, der ich mich in so besonderer Weise verbunden fühle, wurde meine wichtigste Lebensaufgabe“

## Denkmalschutz
Folgende Bauten von Helmut und Traute Bunje sind in der Denkmalliste Hamburg eingetragen:
- Einfamilienhaus Hilgendorfweg (1961)
- Einfamilienhäuser Josthöhe 44, 46, 48, 50, 52, 54, 56, 58, 60, 62, 64, 66, 68, 70 72, 74, 76, 78, (1964)
- Verheißungskirche mit Glockenturm Sachsenweg 2 (1965/1966, mit Volker Jürgensen) und Gemeindehaus (1973/1974)[8]
- Diverse Wohn- und Geschäftshäuser auf Helgoland von Helmut und Traute Bunje sind in der Denkmalliste Schleswig-Holstein erfasst

## Archiv
Der Nachlass des Architekturbüros Helmut und Traute Bunje befindet sich im AAI, Archiv für Architektur und Ingenieurbaukunst in Neumünster.